# Tōkoku Kitamura
Tōkoku Kitamura (jap. 北村透谷 Kitamura Tōkoku; ur. 1868, zm. 1894), właściwie Montarō Kitamura (北村門太郎) – japoński poeta i eseista.
Pochodził z Odawary w prefekturze Kanagawa. Studiował na Uniwersytecie Waseda, skąd jednak wydalono go za radykalne poglądy polityczne. Był liberałem i współpracował z pacyfistycznym pismem Heiwa. W swojej twórczości zrywał z kanonami tradycyjnej sztuki japońskiej. Znajdował się pod silnym wpływem zachodniej filozofii i poezji romantycznej, głównie Byrona, a także poglądów religijnych swojej chrześcijańskiej żony. Pisał wierszem wolnym i prozą rytmiczną. W 1893 roku założył czasopismo literackie Bungakukai.
Skonfliktowany ze światem zewnętrznym, 16 maja 1894 roku popełnił samobójstwo. Wywarł silny wpływ na twórczość Tōsona Shimazakiego i Bina Uedy.